# Ћојлук (Сребреник)
Ћојлук, до 1990. године Чојлук, је насељено мјесто у граду Сребренику, Босна и Херцеговина.

## Становништво
|         | 2013.        | 1991.         |
| Укупно  | 130 (100,0%) | 168 (100,0%)  |
| Бошњаци | 130 (100,0%) | 167 (99,40%)1 |
| Остали  | –            | 1 (0,595%)    |

1. 1 На пописима од 1971. до 1991. Бошњаци су пописивани углавном као Муслимани.